# 土屋氏
土屋氏（つちやうじ、つちやし）は、武家・華族だった日本の氏族のひとつ。桓武平氏の流れを汲む相模国西部の雄族だった中村氏の分流である土屋宗遠が領地の土屋を家名にしたことに始まる。戦国時代には武田氏の家臣だった。江戸時代に土浦藩主だった土屋家が廃藩置県まで大名として残り、華族令施行後に子爵家に列した。

## 歴史
土屋氏は坂東八平氏であった相模国中村荘司村岡宗平の子、土屋宗遠が相模国中村荘において土屋郷司についたことに由来する。
鎌倉時代には、出雲国持田荘や出雲国大東荘、河内国茨田郡伊香賀郷の地頭を任官し各地に勢力を伸張する。
室町時代初期には土屋景遠の時に相模国本領を奪われ他国に追われたという。
土屋勝遠は甲斐国守護・武田信昌の娘を娶（めと）り、子の土屋信遠は武田家臣となったという。信遠の子、土屋昌遠は駿河国大平郷に移り住んで武田家中を離れる。

## 甲斐の土屋氏

### 志摩荘の地頭・土屋氏

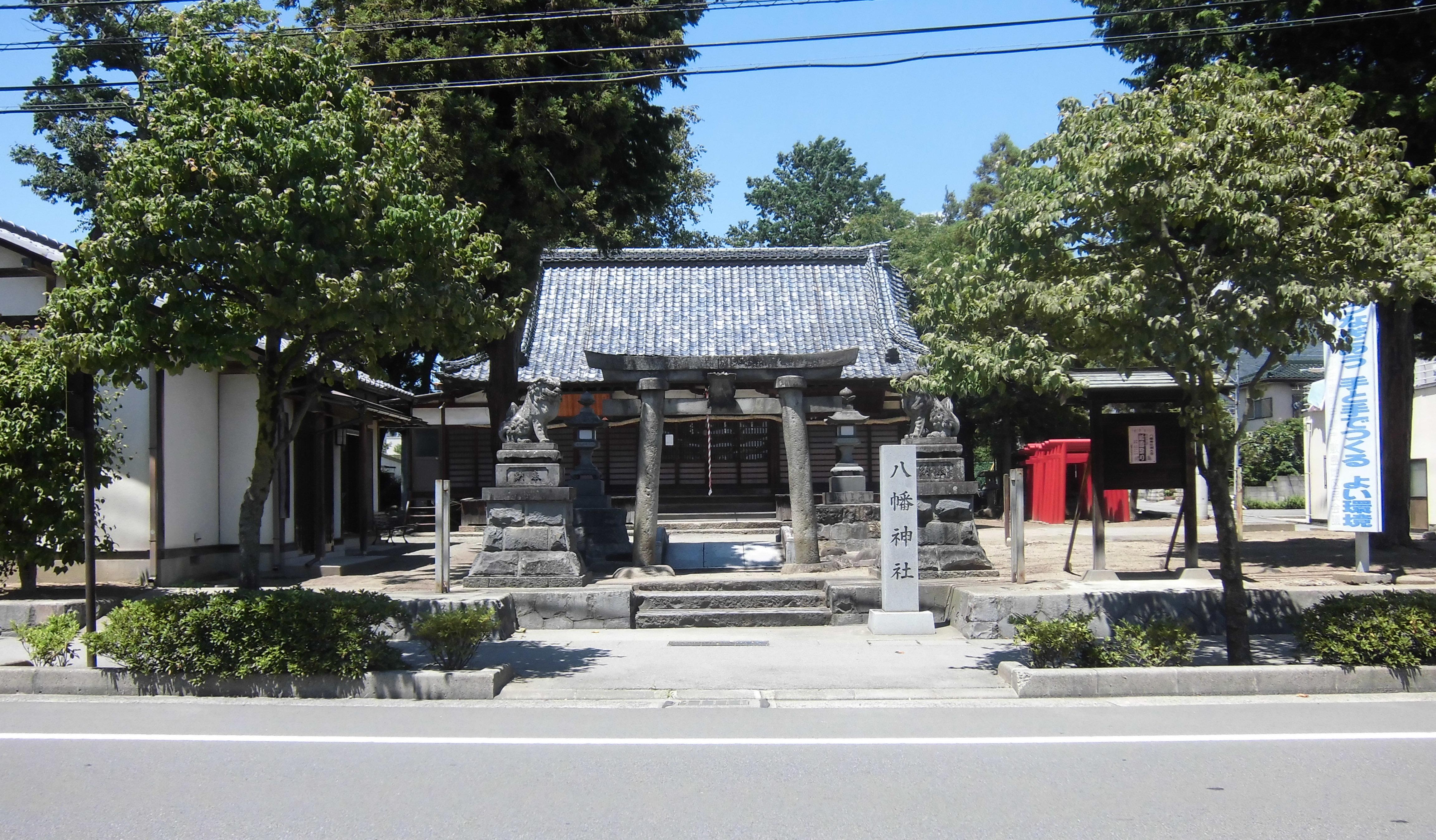
甲斐市島上条・八幡神社

甲斐国では戦国時代以前から土屋氏の痕跡が見られる。『甲斐国志』によれば、現在の甲斐市島上条字大庭に志摩荘の地頭である土屋氏の居館が存在した伝承があったという。志摩荘は鎌倉時代初期には立荘されていた荘園で、戦国時代には同荘を灌漑する上条堰が開削された。島上条村続には土屋氏居館のほか、甲斐守護・武田信重が奉納した嘉吉3年（1443年）12月晦日の年記を持つ鰐口（）が伝わる八幡神社が所在している（鰐口は現在南巨摩郡富士川町の最勝寺所蔵）。『甲斐国志』によれば同社には川除神事が伝えられており、守護武田氏や土屋氏の崇拝を受けていた神社であると考えられている。

### 武田氏家臣の土屋氏と遺臣
戦国時代の甲斐土屋氏は甲府盆地西部の西郡を本領とし、南アルプス市徳永に居館が所在していたと言われる。金丸氏と同族。金丸氏居館跡には土塁の一部が現存している。戦国時代後期には武田家臣・金丸筑前守（虎義）の次男昌続（昌次、右衛門尉）が当主武田晴信（信玄）の近習として仕える。昌続は土屋氏の名跡を継承し、原昌胤らと信玄・勝頼期の側近・奉行人として仕えた。
また、武田氏海賊衆の土屋貞綱は元は岡部姓であったが土屋姓の名乗りを許され、昌続実弟である昌恒を養子としている。昌続・貞綱は天正3年（1575年）の長篠の戦いにおいて戦死し、昌恒は兄昌続・養父貞綱双方の家臣を継承している。昌恒は天正10年（1582年）3月11日に、織田・徳川連合軍の甲斐侵攻に際して勝頼に従い戦死している。
『寛政重修諸家譜』によれば、まだ幼少であった昌恒の子・忠直は母とともに脱出したという。天正10年（1582年）6月の本能寺の変後に天正壬午の乱を経て甲斐国は徳川家康が領した。武田遺臣が家康に提出した天正壬午起請文では土屋氏の同心70名が井伊直政に付属していることが確認される。『寛永諸家系図伝』『寛政譜』によれば土屋忠直は家康の側室である阿茶局により養育され、慶長7年（1602年）に上総国久留里藩主となる。宗家である久留里藩主家は改易されて旗本になる（『忠臣蔵』において吉良義央邸の隣人として登場する旗本「土屋主税」は同家の土屋逵直のことである）が、分家の土浦藩主家は老中土屋政直を輩出するなど大名家の格式を守って明治維新に至る。
維新後、最期の土浦藩主土屋挙直は1869年（明治2年）の版籍奉還で知藩事に転じ、1871年（明治4年）の廃藩置県まで務めた。1884年（明治17年）に華族令施行と共に子爵家に列する。土屋正直子爵は東宮御学問所御用掛、東宮侍従などを歴任した後、三ツ輪銀行頭取を務めた。その一人息子土屋秀直は慶應義塾大学の学生であったが剣岳登山中に雪崩に遭遇して落命する（剱沢小屋雪崩事故）。代わって養子として家督を継いだ土屋尹直子爵は三井物産を経て養父と同じく三ツ輪銀行頭取を務め、その後式部官兼主猟官、兼内大臣秘書官、貴族院議員を歴任した。土屋子爵家の邸宅は東京市中野区本町通にあった。

## 人物
- 土屋景遠
- 土屋昌恒・土屋昌続（昌次）・土屋定政：戦国期の甲斐武田氏家臣
- 土屋円都（伊豆円一）：当道座惣検校
- 土屋知貞：『太閤素生記』著者

上総国久留里藩主→旗本の土屋家
1. 土屋忠直（久留里藩主）
2. 土屋利直（久留里藩主）
3. 土屋直樹（久留里藩主。改易）
4. 土屋逵直（旗本）
5. 土屋亮直（旗本）
6. 土屋興直（旗本）
7. 土屋雄直（旗本）

常陸国土浦藩主→子爵の土屋家
1. 土屋数直（土浦藩主）
2. 土屋政直（土浦藩主。一時、駿河国田中藩に移る）
3. 土屋陳直（土浦藩主）
4. 土屋篤直（土浦藩主）
5. 土屋寿直（土浦藩主）
6. 土屋泰直（土浦藩主）
7. 土屋英直（土浦藩主）
8. 土屋寛直（土浦藩主）
9. 土屋彦直（土浦藩主）
10. 土屋寅直（土浦藩主）
11. 土屋挙直（土浦藩主→土浦知藩事、子爵）
12. 土屋正直（子爵）
13. 土屋尹直（子爵）
14. 土屋宣直

## 系譜
```
※ 実線は実子、二本斜線は養子や婿。

三浦義継
　　　　　　　　　　
中村宗平

 　┃　　　　　　　　　　　　　┃

岡崎義実
　　　　　　　　　　
土屋宗遠

 　┃┏━━━━━━━━━━━━╋━━━┳━━━┳━━━┓
 　┃∥ 　　　　　　　　　　　　┃　　　┃（
駿河
大平郷）┃
　
義清
　　〔
源平合戦
〕　　　　忠光　　宗光　　京蔵　　
四郎

 　┣━━━┳━━━┳━━┓　　┃　　　┣━━━━━━━━━━━━━━━━━━━━━┓
　妙慶　　義政　　義成　義秀　忠綱　　光時　　　　　　　　　　　　　　　　　　　　光康
 　┃ 　（
紀伊
） 　┃　　　 （
出雲
） 　┣━━━━━━━━┳━━━━━━━┓　　　　┃
 　┃小松原地頭職へ┃　　　 
垣屋氏
へ　常秀　　　　　　　宗長　　　　　　遠経　　　康遠
　西妙　　　　　（
紀伊
） 　　　　　　　┣━━┳━━┓　　┃　　　　　　　┃ 　　（
河内
）
 　　　　　　　　
林氏
へ 　　　　　　　良胤　光秀　重秀　時村　　　　　　貞遠　伊香賀地頭職へ
 　　　　　　　　　　　　　　　　　　　┃　　┃　　┃　　　　　　　　　　┣━━┓
 　　　　　　　　　　　　　　　　　　　┃　　┃　　┃ 　　　　　　　　　貞包　貞氏
 　　　　　　　　　　　　　　　　　　　┃　　┃　　┃　　　　　　　　　　┃
 　　　　　　　　　　　　　　　　　　　┃　　┃　　┃ 　　　　　　　　　宗将
 　　　　　　　　　　　　　　　　　　　┃　　┃　　┃　　　　　　　　　　┃
　　　　　　　　　　　　　　　　　　　良基　宗経　重時　　　　　　　　　秀遠
 　　　　　　　　　　　　　　　　　　　　　　┃　　┃　　　　　　　　　　┣━━┓
 　　　　　　　　　　　　　　　　　　　　　　┃　　┃ 　　　　　　　　　道遠　兼遠
 　　　　　　　　　　　　　　　　　　　　　　┃　　┃　　　　　　　　　　┃　　┃
 　　　　　　　　　　　　　　　　　　　　　　┃　　┃ 　　　　　　　　　宗弘　兼義
 　　　　　　　　　　　　　　　　　　　　　　┃　　┣━━┓　　　　　　　┃　　┣━━┓
　　　　　　　　　　　　　　　　　　　　　　宗義　重久  重連〔
明徳の乱
〕宗貞　義宗　宗英
 　　　　　　　　　　　　　　　　　　　　　　　　　　　　┃　　　┏━━━┫　　　　　┃
 　　　　　　　　　　　　　　　　　　　　　　　　　（
美濃
・
丹後
）∥ 　　　┃　　（
美濃
・
越前
）
　　　　　　　　　　　　　　　　　〔
上杉禅秀の乱
〕　　坪倉氏へ　範貞　　氏遠　　　坪倉氏へ
 　　　　　　　　　　　　　　　　　　　　　　　　　　　　　　　　┃　　　┃
 　　　　　　　　　　　　　　　　　〔本領喪失1418年〕　　　　　範次　　景遠
 　　　　　　　　　　　　　　　　　　　　　　　　　　　　┏━━━┫　　　┣━━━┓
 　　　　　　　　　　　　　　　　　　　　　　　　　　　　∥ 　　　∥ 　　　┃　　　┃
　　　　　　　　　　　　　　　　　　　　　　　　　　　武田光重　
長野藤直
　　勝遠　　忠景
 　　　　　　　　　　　　　　　　　　　　　　　　　　　　　　　　┃　　　┃　　　┃
　　　　　　　　　　　　　　　　　　　　　　　　　　　　　　　　
長野藤継
　　信遠　　忠致
 　　　　　　　　　　　　　　　　　　　　　　　　　　　　　　　　∥ 　　　┃　　　┃
　　　　　　　　　　　　　　　　　　　　　　　　　　　　　　　　金丸虎嗣　　
昌遠
　　重平
 　　　　　　　　　　　　　　　　　　　　　　　　　　　　　　　　┃　　　┃　　　┃
　　　　　　　　　　　　　　　　　　　　　　　　　　　　　　　　
金丸虎義
　　
円都
　　忠重
 　　　　　　　　　　　　　　　　　　　　　　　　　　　　　　　　┃　　　┃　　　┣━━━━┓
 　　　　　　　　　　　　　　　　　　　　　　　　　　　　　　　　┃　　　┃　　　∥ 　　　　∥
　　　　　　　　　　　　　　　　　　　　　　　　　　　　　　　
土屋昌次
　
知貞
　
金丸虎義
　　
岡部貞綱

 　　　　　　　　　　　　　　　　　　　　　　　　　　　　　　　　∥ 　　　┃　　　┣━━━┓∥
　　　　　　　　　　　　　　　　　　　　　　　　　　　　　　　
金丸昌恒
　知義　
土屋昌次
　
土屋昌恒

 　　　　　　　　　　　　　　　　　　　　　　　　　　　　　　　　　　　　┃　　　　　　　　┃
　　　　　　　　　　　　　　　　　　　　　　　　　　　〔
関ヶ原の戦い
〕　知治　　　　　　　
忠直

 　　　　　　　　　　　　　　　　　　　　　　　　　　　　　　　　　　　　┃　　　　　　　　┣━━━━━━┓
　　　　　　　　　　　　　　　　　　　　　　　　　　　　　　　　　　　　知康　　　　　
上総
久留里藩へ
　
土屋数直

 　　　　　　　　　　　　　　　　　　　　　　　　　　　　　　　　　　　　┃　　　　　　　　　　　　　　　┃
　　　　　　　　　　　　　　　　　　　　　　　　　　　　　　　　　　　　知寿　　　　　　　　　　　　
常陸
土浦藩へ

 　　　　　　　　　　　　　　　　　　　　　　　　　　　　　　　　　　　　┃
　　　　　　　　　　　　　　　　　　　　　　　　　　　　　　　　　　
徳川家旗本へ
```

```
忠直

 ┣━━━━━━━━━━━━━━━┳━━━━━━━━━━━━━━━━━┓

利直
　　　　　　　　　　　　　　
数直
　　　　　　　　　　　　　　　　之直
 ┣━━┳━━━┓　　　　　　　　┣━━┓　　　　　　　　　　　　　　┣━━━━━━━━┓

直樹
 
相馬忠胤
 
喬直
　　　　　　　
政直
　水野雅直　　　　　　　　　　　朝直　　　　　　　茂直
 ┣━━┓　　　┣━━┳━━┓　　┣━━┳━━┳━━━━━━━━∥ 　　┣━━┓　　　　　∥

逵直
 渡辺武 　安直　縄直　倫直　
昭直
　
定直
　
陳直
　　　　　　　好直　
興直
　秀直　　　　縄直
 ┣━━┳━━┓　　　　　　∥ 　　　　　　　　┣━━┓　　　　　∥ 　　　　　┃　　　　　┃

亮直
　好直　友直　　　　　易直　　　　　　　
篤直
　戸田氏純　　友直　　　　応直　　　　守直
 ┣━━┳━━┳━━┓　　　┣━━┓　　　　　┣━━┳━━┓　　┃　　┏━━╋━━┓　　┣━━┓

興直
　易直　良直 松平昌豊 匡直 松平昌戩　　 
寿直
　
泰直
　
英直
　敬直　幸直　業直　群直　廉直　村上正名
 ┣━━┳━━┓　　　　　　∥ 　　　　　　　　　　　　　　┃　　┣━━┓　　　　　　　　┃
雄直　道直　知直　　　　　盛直　　　　　　　　　　　　　
寛直
　致直　光直　　　　　　　温直
　　　　　　　　　　　　　 ∥ 　　　　　　　　　　　　　　∥
　　　　　　　　　　　　　群直　　　　　　　　　　　　　
彦直

　　　　　　　　　　　　　　　　　　　　　　　　　　　　 ┃
　　　　　　　　　　　　　　　　　　　　　　　　　　　　
寅直

　　　　　　　　　　　　　　　　　　　　　　　　　　　　 ∥
　　　　　　　　　　　　　　　　　　　　　　　　　　　　
挙直

                                                ┃
                                               
正直
```